# Edward Hatch
Pour les articles homonymes, voir Hatch.
Edward Hatch (22 décembre 1832 – 11 avril 1889) est un soldat de carrière américain qui a servi comme général dans l'armée de l'Union pendant la guerre de Sécession. Après la guerre, il devient le premier commandant du 9th U.S. Cavalry (en), un régiment de Buffalo soldiers avec des troupes afro-américaines commandées par des officiers blancs.

## Avant la guerre
Hatch naît à Bangor, dans le Maine, et suit sa scolarité à l'académie militaire de Norwich dans le Vermont. 

## Guerre de Sécession
Il se porte volontaire pour servir comme un soldat dans l'armée de l'Union au début de la guerre de Sécession. Il aide à lever le 2nd Iowa Cavalry. Le 12 août 1861, il est promu capitaine dans ce régiment, puis commandant le 5 septembre(p510).  Le 11 décembre 1861, il est promu lieutenant-colonel avant de devenir colonel en 13 juin 1862 du régiment(p510). Il sert sous les ordres du général Ulysses S. Grant dans le Sud. 
Après avoir commandé l'ensemble de la division de cavalerie de l'armée du Tennessee, il est nommé brigadier général le 27 avril 1864(p510). Sa bravoure dans le champ lui vaut sa promotion de major-général breveté des volontaires, plus tard, le 15 décembre 1864 lors des combats devant Nashville(p510).

## Après la guerre
Après la guerre, il quitte l'armée des volontaires le 15 janvier 1866(p510). Il est nommé dans l'armée régulière, comme colonel du 9th U.S. Cavalry (en) le 28 juillet 1866(p510). Le 2 mars 1867, il reçoit un brevet de brigadier général de l'armée régulière pour « bravoure et service méritoire » lors de la bataille de Franklin et un brevet de major général de l'armée régulière pour le même motif lors de la bataille de Nashville(p510).
Il succède au général Gordon Granger en tant que commandant du district du Nouveau-Mexique (en) (qui comprend le territoire du Nouveau-Mexique) en 1876, négocie un traité avec les Utes en 1880, et devient largement connu comme un combattant des Indiens.
Il meurt au fort Robinson, au Nebraska, le 11 avril 1889 et est enterré au cimetière national de fort Leavenworth, au Kansas.